# Kamwe jezik
Kamwe jezik (higgi, higi, hiji, vacamwe; ISO 639-3: hig), čadski jezik skupine Biu-Mandara kojim na području nigerijske države Adamawa u planinama Mandara govori oko 300 000 ljudi (1992).
Srodan je jezicima psikye [kvj] i hya [hya] iz Kameruna. Postoji više dijalekata: nkafa, dakwa (bazza), sina, futu, tili pte, fali of kiriya, fali of mijilu, modi i humsi. Piše se na latinici.

## Vanjske poveznice
- Ethnologue (14th)
- Ethnologue (15th)